# Seznam rumunských katolických diecézí
Rumunská republika se v současnosti dělí na dvě katolické církevní provincie, Bukurešťskou a Alba Iulia, a celkem šest diecézí a arcidiecézí, přičemž provincie Alba Iulia je obklopena provincií Bukurešťskou a je celá tvořena stejnojmennou arcidiecézí.

## Seznam
| Církevní provincie | Diecéze                               | Zřízena                            | Rozloha     | Počet obyvatel    | Počet katolíků  | Katedrála                            |
| ------------------ | ------------------------------------- | ---------------------------------- | ----------- | ----------------- | --------------- | ------------------------------------ |
| Alba Iulia         | Arcidiecéze Alba Iulia                | 1009 (diecéze), 1991 (arcidiecéze) | 58 254 km²  | 4 017 256 (2015)  | 397 778 (9,9%)  | katedrála svatého Michala            |
| Bukurešťská        | Arcidiecéze bukurešťská               | 1883 (arcidiecéze)                 | 91 120 km²  | 8 740 000 (2015)  | 61 050 (0,7%)   | katedrála svatého Josefa             |
| Bukurešťská        | Diecéze jaská                         | 1884                               | 46 378 km²  | 4 272 000 (2013)  | 234 211 (5,5%)  | katedrála Svaté Panny Marie královny |
| Bukurešťská        | Diecéze velkovaradínská (Oradea Mare) | 1077                               | 12 152 km²  | 1 011 330 (2013)  | 106 020 (10,5%) | katedrála Nanebevzetí Panny Marie    |
| Bukurešťská        | Diecéze Satu Mare                     | 1804                               | 10 725 km²  | 875 000 (2014)    | 64 137 (7,3%)   | katedrála Nanebevzetí Páně           |
| Bukurešťská        | Diecéze temešvárská                   | 1930                               | 24 755 km²  | 1 345 576 (2014)  | 108 379 (8,1%)  | katedrála svatého Jiří               |
| Celkem:            | –                                     | –                                  | 238 398 km² | 19 053 815 (2021) | 741 504(3,89%)  | –                                    |